# لين سوتون
لين سوتون (بالإنجليزية: Len Sutton)‏ هو سائق سباق أمريكي، ولد في 9 أغسطس 1925 في أوريغون في الولايات المتحدة، وتوفي في 4 ديسمبر 2006 في بورتلاند في الولايات المتحدة بسبب سرطان.

## روابط خارجية
- لين سوتون على موقع DriverDB.com (الإنجليزية)